# Bautista Varano

Bautista (Camila) Varano, Santa Camila Bautista de Varano (Camerino, 9 de abril de 1458 – ibídem, 31 de mayo de 1524) fue una religiosa, mística y humanista italiana perteneciente a la Orden de las hermanas pobres de Santa Clara. Es autora de numerosos escritos donde muestra su devoción por Cristo resucitado. Fue beatificada por Gregorio XVI el 7 de abril de 1843 y canonizada Benedicto XVI el 7 de octubre de 2010. Llegó a ser abadesa del monasterio de clarisas fundado por su padre.

## Biografía

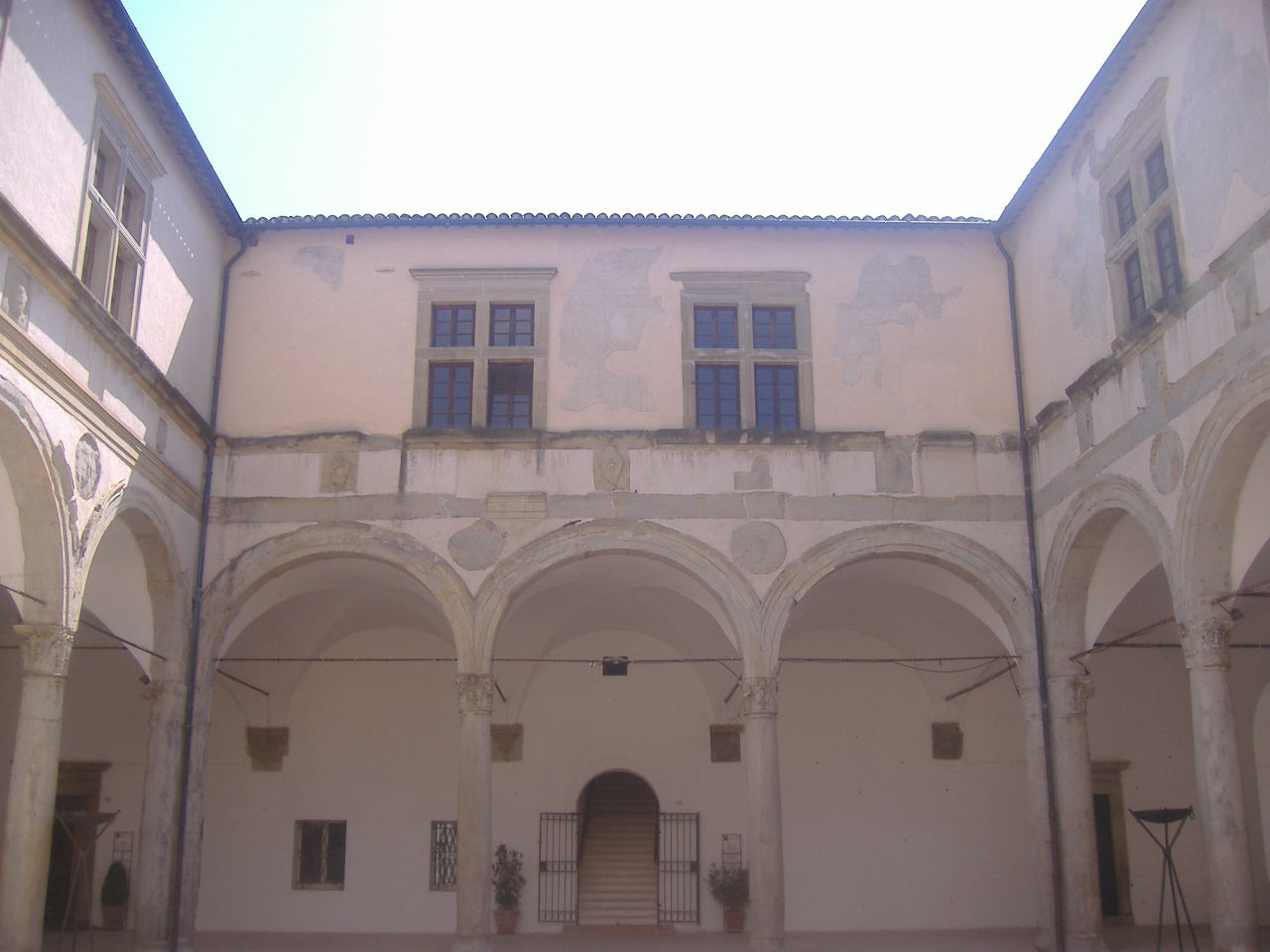
Palazzo Ducale di Camerino

Nació en Camerino, Italia, en la familia Varano.  Su madre, Joanna Malatesta, era hermana de Sigismund, Príncipe de Riminni. Su padre, Giulio Cesare, era el duce de la ciudad, y tuvo una esmerada educación nobiliaria, pese a que sus padres no estaban casados.
Su padre quería que se casase, pero a los veintitrés años ingresó en el monasterio de clarisas de Urbino tras, según ella, haber recibido visitas divinas y mantenido conversaciones con Cristo. Esta experiencia queda plasmada en su libro Lauda. Más tarde, su padre quería tenerla más cerca, e ingresó en el monasterio de Santa Maria Nuova de Camerino.
Murió de peste el 31 de mayo de 1524.